# ستودنیتسه (منطقه تربیچ)
ستودنیتسه (به چکی: Studnice) یک منطقهٔ مسکونی در جمهوری چک است که در منطقه تربیچ واقع شده‌است. ستودنیتسه ۳٫۸۹ کیلومتر مربع مساحت و ۱۵۵ نفر جمعیت دارد و ۴۸۵ متر بالاتر از سطح دریا واقع شده‌است.